# Iago (Texas)
Iago es un lugar designado por el censo ubicado en el condado de Wharton en el estado estadounidense de Texas. En el Censo de 2010 tenía una población de 161 habitantes y una densidad poblacional de 32,49 personas por km².

## Geografía
Iago se encuentra ubicado en las coordenadas 29°16′15″N 95°57′42″O / 29.27083, -95.96167. Según la Oficina del Censo de los Estados Unidos, Iago tiene una superficie total de 4.95 km², de la cual 4.91 km² corresponden a tierra firme y (0.99%) 0.05 km² es agua.

## Demografía
Según el censo de 2010, había 161 personas residiendo en Iago. La densidad de población era de 32,49 hab./km². De los 161 habitantes, Iago estaba compuesto por el 77.02% blancos, el 9.94% eran afroamericanos, el 0% eran amerindios, el 0% eran asiáticos, el 0% eran isleños del Pacífico, el 13.04% eran de otras razas y el 0% pertenecían a dos o más razas. Del total de la población el 39.13% eran hispanos o latinos de cualquier raza.